# デイ多佳子
デイ 多佳子（Day たかこ、1955年 - ）は、日本出身、米国在住のエッセイスト、ノンフィクション作家。
兵庫県神戸市生まれ。大阪外国語大学卒。1986年渡米。サンフランシスコ州立大学大学院で学ぶ。カリフォルニア州バークレーに6年、サウスダコタ州ラピッドシティで7年を過ごしたあと、1999年からイリノイ州デカブに住み北イリノイ大学の人事部に勤務しながら、フリーライターを続ける。主な関心は、社会言語学と異文化交流、女性・マイノリティ問題。
身長178センチという高さのため恋愛に苦労し、米国人と結婚した。

## 著書
- 『アメリカ社会にチャレンジ 活躍する日本女性たち』明石書店 1992
- 『バナナとりんご アメリカ・サウスダコタ体験記』五月書房 1993
- 『アメリカインディアンの現在 女が見た現代オグララ・ラコタ社会』第三書館 1998
- 『日本の兵隊を撃つことはできない 日系人強制収容の裏面史』芙蓉書房出版 2000
- 『大きい女の存在証明 もしシンデレラの足が大きかったら』彩流社 2005
- 『観光コースでないシカゴ・イリノイ』高文研 2008